# Piana di Monte Verna
Piana di Monte Verna é uma comuna italiana da região da Campania, província de Caserta, com cerca de 2.523 habitantes. Estende-se por uma área de 23 km², tendo uma densidade populacional de 110 hab/km². Faz fronteira com Caiazzo, Capua, Castel di Sasso, Castel Morrone, Limatola (BN).

## Demografia
| Variação demográfica do município entre 1861 e 2011                               |
|                                                                                   |
| Fonte: Istituto Nazionale di Statistica (ISTAT) - Elaboração gráfica da Wikipedia |